# La Botiga Nova i altra casa
La Botiga Nova i altra casa és una obra de Cervera (Segarra) protegida com a Bé Cultural d'Interès Local.

## Descripció
Situat al carrer Major, nucli antic del municipi. Edifici d'ampla façana, definida per quatre eixos verticals amb planta baixa i tres plantes. Les obertures de la planta baixa són d'arc escarser o rebaixat -exceptuant-ne una de mig punt, que constitueix l'accés principal. La planta baixa presenta un aparell de pedra, mentre la resta de la façana és arrebossada. Les obertures del primer pis estan unides per una balconada i deixen veure un emmarcament de carreus ben treballats. Les del segon pis són més petites i formen balcons separats. Un últim nivell corresponent a les golfes s'obre al carrer mitjançant obertures quadrangulars.